# Au revoir (MALICE MIZERの曲)
「au revoir」（オ・ルヴォワール）は、MALICE MIZERのメジャー2枚目のシングル。 1997年12月3日にコロムビアミュージックエンタテインメントから発売された。

## 解説
MALICE MIZER初のオリコンtop10ランクイン作品。初動売り上げは前作よりも低かったが、最終的な売り上げは前作の2倍以上で10万枚を超えた。

## 収録曲
（全編曲：MALICE MIZER・島田陽平）
1. au revoir [4:54]
作詞：Gackt.C、作曲：Mana
  - ライブツアー「STANDING TOUR '97 Pays de merveilles ～空白の瞬間の中で～」が一段落して、日比谷野外音楽堂で開催された2daysライブ「華麗なる復活劇」「空白の瞬間の扉」が開催される前にレコーディングされた[1]。
  - Manaが提示したテーマは「現代に潜む不思議な未来」であった[2]。
  - Manaの楽曲を聴いたGacktは過去にフランスで知り合った色々な人が口にした「オ・ルヴォワール」という言葉が印象に焼きついていた。意味が「再会を約束する祈りの言葉」と知り、そこからイメージを膨らませていったら、優しい雰囲気の歌になった[1]。
  - Gacktは「ハードな曲調ではそぐわない内容だ」「単にハードなサウンドのナンバーだったら、僕らがやる必要性がない」という電話を夜中にメンバー全員に電話した。「後2日で本楽曲のレコーディングを全て終わらせなければまずい」というタイミングだったため、そこから急ごしらえでアレンジ作業を施した[1]。
  - 当初はヴァイオリンのパートはギター・シンセサイザーで録音しようとしたが、Gacktが「それは違う!全体的にハードすぎる仕上がりになってしまう!生のヴァイオリンの方がいい!」と反対した[1]。
  - Kamiの「時には涙をためながら叩いた」プレイスタイルをGacktに「違うんだ。まだ、優しさが足りないよ」と没にした[1]。
  - Yu〜kiは本番ではじめてKamiの本楽曲でのフレーズの叩き方を知った[1]。
  - Köziはギターを演奏と言えるほど録音していない[1]。
2. au revoir ～BOSSA～  [5:26]
  - タイトル曲のボサノヴァアレンジヴァージョン。
  - Manaは一切楽器を弾いていない[1]。
3. au revoir （instrumental） [4:54]

## ミュージック・ビデオ
「不思議な未来」を表現するために、特殊な合成の演出を多用した。

## 収録アルバム
| アルバム                                  | 発売日         | 備考                          |
| au revoir                                 | au revoir      | au revoir                     |
| ----------------------------------------- | -------------- | ----------------------------- |
| 『merveilles』                            | 1998年3月18日  | メジャー1stオリジナルアルバム |
| 『La Collection des Singles』             | 2004年9月29日  | 1stベストアルバム             |
| 『La Meilleur Selection de MALICE MIZER』 | 2006年10月18日 | 2ndベストアルバム             |
| au revoir -BOSSA-                         |                |                               |
| 『La Collection des Singles』             | 2004年9月29日  | 1stベストアルバム             |